# Sergio Bernardo Almirón
Sergio Bernardo Almirón (* 7. November 1980 in Santa Fe) ist ein ehemaliger argentinischer Fußballspieler.
Almirón ist der Sohn von Sergio Omar Almirón, einem Mitglied der argentinischen Weltmeistermannschaft von 1986.

## Karriere
Der Mittelfeldspieler Sergio Almirón wechselte in der Saison 2001/02 von den Newell’s Old Boys zu Udinese Calcio in die Serie A. Hier kam er jedoch nicht über eine Reservisten-Rolle hinaus, weshalb er nach zwei Spielzeiten mit nur zwölf Einsätzen zum damaligen Serie-B-Verein Hellas Verona wechselte. Dort blieb er jedoch nur ein Jahr, ehe er zur Saison 2004/05 zum FC Empoli wechselte. Hier konnte sich Almirón auf Anhieb einen Stammplatz erspielen, bereits in seiner ersten Saison mit dem neuen Verein gelang der Aufstieg in die Serie A. 2006/07 gehörte Sergio Almirón zu den wichtigsten Leistungsträgern seiner Mannschaft und schloss mit dem toskanischen Klub, der eher als Abstiegskandidat eingeschätzt wurde, die Serie A auf dem siebten Tabellenrang ab, was die Qualifikation für den UEFA-Pokal bedeutete.
Am 21. Juni 2007 wurde er für sieben Millionen Euro vom italienischen Rekordmeister Juventus Turin verpflichtet. Als Bestandteile des Transfers wurde Sebastian Giovinco an den FC Empoli ausgeliehen, weiterhin erhielt der Klub die Hälfte der Transferrechte an Rey Volpato. Bei Juve gelang Almirón es nicht, sich in Trainer Claudio Ranieris Stammelf zu spielen. Deshalb entschloss sich der Turiner Klub im Januar 2008, ihn für den Rest der Saison an den französischen Verein AS Monaco auszuleihen. Die Saison 2008/09 bestritt der Argentinier leihweise bei der AC Florenz, wo es ihm nicht gelang, unter Trainer Cesare Prandelli Stammspieler zu werden.
Zur Saison 2009/10 kehrte Almirón zu Juventus zurück, wo er in den Planungen des neuen Trainers Ciro Ferrara allerdings auch keine Rolle spielte. Im August 2009 wurde er für ein Jahr an den Serie-A-Aufsteiger AS Bari verliehen. In Bari etablierte sich Almirón unter Trainer Gian Piero Ventura sogleich als Stammspieler und absolvierte 27 Serie-A-Partien der. Er erreichte mit den Apuliern mit 50 Punkten mehr Zähler, als jemals zuvor in der Serie-A-Geschichte des Vereins und schloss die Spielzeit mit der Mannschaft als Tabellen-Zehnter ab.
Im Juni 2010 verkaufte Juventus die Hälfte an Almiróns Transferrechten an Bari, wo der Argentinier 2010/11 weiterhin spielte. Im Sommer 2011 wurde der Argentinier von Catania Calcio verpflichtet, wo er einen Dreijahresvertrag unterzeichnete.